# Xylopriona adentis
Xylopriona adentis är en tvåvingeart som beskrevs av Jaschhof 1997. Xylopriona adentis ingår i släktet Xylopriona och familjen gallmyggor. Inga underarter finns listade i Catalogue of Life.